# Морен (село)
Морен (тув. Мөрен) — село Эрзинского кожууна Республики Тыва. Образует Моренский сумон, где является административным центром и единственным населённым пунктом.

## География
Расположено на реках Морен и Эрзин, в 170 км от столицы республики — города Кызыл. В 16 километрах находится центр кожууна (района) — село Эрзин.
Климат
Находится на территории, приравненный к районам Крайнего Севера.

## История
С 2010 года возглавляет муниципальное образование Моренский сумон

## Население
| 2002  | 2010  | 2011  | 2012  | 2013  | 2014  |
| ----- | ----- | ----- | ----- | ----- | ----- |
| 883   | ↗1061 | ↗1063 | ↘1056 | ↗1063 | ↗1083 |
| 2015  | 2016  | 2017  | 2018  | 2019  | 2020  |
| ↘1073 | →1073 | ↗1074 | ↘1071 | ↘1066 | ↘1047 |
| 2021  |       |       |       |       |       |
| ↗1071 |       |       |       |       |       |

## Инфраструктура
МБОУ СОШ с. Морен.
Сельское отделение почтовой связи «Морен» (Оваа Даш ул, 5).

## Транспорт
Подходит автодорога 93-258-ОП-МР-83 «Подъезд к с. Морен» протяжённостью 18,3 км.